# Желтиковская
Желтиковская — деревня в Шенкурском районе Архангельской области. Входит в состав муниципального образования «Ровдинское».

## География
Деревня расположена в южной части Архангельской области, в таёжной зоне, в пределах северной части Русской равнины, в 35 километрах на юго-запад от города Шенкурска, на левом берегу реки Суланда, притока Пуи. Ближайшие населённые пункты: на юге деревня Боровская.
Часовой пояс
Желтиковская, как и вся Архангельская область, находится в часовой зоне МСК (московское время). Смещение применяемого времени относительно UTC составляет +3:00.

## Население
| 2002 | 2010 | 2012 |
| ---- | ---- | ---- |
| 22   | ↘14  | ↘12  |

## История
Указана в «Списке населённых мест по сведениям 1859 года» в составе Шенкурского уезда(1-го стана) Архангельской губернии под номером «2085» как «Жетиховская». Насчитывала 12 дворов, 60 жителей мужского пола и 47 женского.
В «Списке населенных мест Архангельской губернии к 1905 году» деревня Желтиковская насчитывает 34 двора, 126 мужчин и 164 женщины.  В административном отношении деревня входила в состав Верхосуландского сельского общества Верхосуландской волости.
На 1 мая 1922 года в поселении 52 двора, 126 мужчин и 138 женщин.